# Región Metropolitana de Curitiba
La Región Metropolitana de Curitiba (en portugués: Região Metropolitana de Curitiba), conocida como Gran Curitiba, es una Región metropolitana brasileña del estado de Paraná. La región reúne 29 municipios.
Con una población estimada al 2021 de 3 731 769 habitantes, es la segunda más poblada de la región sur y la novena del país.

### Historia
Cuando fue creada en 1973 la región se comprendía de 14 municipios hasta la década de los 1990, cuando algunos distritos de emanciparon.
En 2005 se incorporó Lapa y en 2011 Campo do Tenente, Piên y Rio Negro.

## Municipios
| Municipio             | Legislación               | Área (km²) | Población (2018) | IDH   | PIB em mil R$ (2013) |
| --------------------- | ------------------------- | ---------- | ---------------- | ----- | -------------------- |
| Adrianópolis          | Lei Est. nº 11.096/95     | 1.349,338  | 5.983            | 0,701 | 105.901              |
| Agudos do Sul         | Lei Est. nº 12.125/98     | 192,228    | 9.269            | 0,660 | 119.464              |
| Almirante Tamandaré   | Lei Compl. Fed. nº 14/73  | 195,145    | 117.168          | 0,699 | 1.106.562            |
| Araucária             | Lei Compl. Fed. nº 14/73  | 469,166    | 141.410          | 0,740 | 7.360.425            |
| Balsa Nova            | Lei Compl. Fed. nº 14/73  | 396,914    | 12.787           | 0,696 | 555.836              |
| Bocaiúva do Sul       | Lei Compl. Fed. nº 14/73  | 826,344    | 12.755           | 0,640 | 153.199              |
| Campina Grande do Sul | Lei Compl. Fed. nº 14/73  | 539,861    | 42.880           | 0,718 | 987.480              |
| Campo do Tenente      | Lei Compl. Est. nº 139/11 | 304,489    | 7.894            | 0,686 | 153.896              |
| Campo Largo           | Lei Compl. Fed. nº 14/73  | 1.249,422  | 130.091          | 0,745 | 3.482.715            |
| Campo Magro           | Lei Est. nº 11.096/95     | 275,466    | 28.885           | 0,701 | 279.062              |
| Cerro Azul            | Lei Est. nº 11.027/94     | 1.341,187  | 17.725           | 0,573 | 204.174              |
| Colombo               | Lei Compl. Fed. nº 14/73  | 198,007    | 240.840          | 0,733 | 3.796.353            |
| Contenda              | Lei Compl. Fed. nº 14/73  | 299,037    | 18.326           | 0,681 | 244.204              |
| Curitiba              | Lei Compl. Fed. nº 14/73  | 434,967    | 1.917.185        | 0,823 | 79.383.343           |
| Doutor Ulysses        | Lei Est. nº 11.027/94     | 781,447    | 5.609            | 0,546 | 53.677               |
| Fazenda Rio Grande    | Lei Est. nº 11.027/94     | 116,676    | 98.368           | 0,720 | 1.330.723            |
| Itaperuçu             | Lei Est. nº 11.027/94     | 312,382    | 28.187           | 0,637 | 416.764              |
| Lapa                  | Lei Est. nº 13.512/02     | 2.045,893  | 47.909           | 0,706 | 1.157.893            |
| Mandirituba           | Lei Compl. Fed. nº 14/73  | 379,179    | 26.411           | 0,655 | 507.614              |
| Piên                  | Lei Compl. Est. nº 139/11 | 254,903    | 12.606           | 0,694 | 587.940              |
| Pinhais               | Lei Est. nº 11.027/94     | 61,007     | 130.789          | 0,751 | 4.947.752            |
| Piraquara             | Lei Compl. Fed. nº 14/73  | 227,560    | 111.052          | 0,700 | 1.083.156            |
| Quatro Barras         | Lei Compl. Fed. nº 14/73  | 179,538    | 23.199           | 0,742 | 1.548.781            |
| Quitandinha           | Lei Est. nº 11.027/94     | 447,023    | 18.873           | 0,680 | 258.842              |
| Rio Branco do Sul     | Lei Compl. Fed. nº 14/73  | 814,361    | 32.273           | 0,679 | 1.026.545            |
| Rio Negro             | Lei Compl. Est. nº 139/11 | 603,246    | 33.922           | 0,760 | 858.233              |
| São José dos Pinhais  | Lei Compl. Fed. nº 14/73  | 945,717    | 317.476          | 0,758 | 25.238.577           |
| Tijucas do Sul        | Lei Est. nº 11.027/94     | 672,197    | 16.646           | 0,636 | 362.860              |
| Tunas do Paraná       | Lei Est. nº 11.027/94     | 668,481    | 8.509            | 0,611 | 88.324               |
| Total                 |                           | 15.418,543 | 3.615.027        | 0,783 | 134.769.406          |